# Gevlekte buidelmarter
De gevlekte of oostelijke buidelmarter (Dasyurus viverrinus) is een roofbuideldier. De wetenschappelijke naam van de soort werd gepubliceerd door George Shaw in 1800.

## Uiterlijk

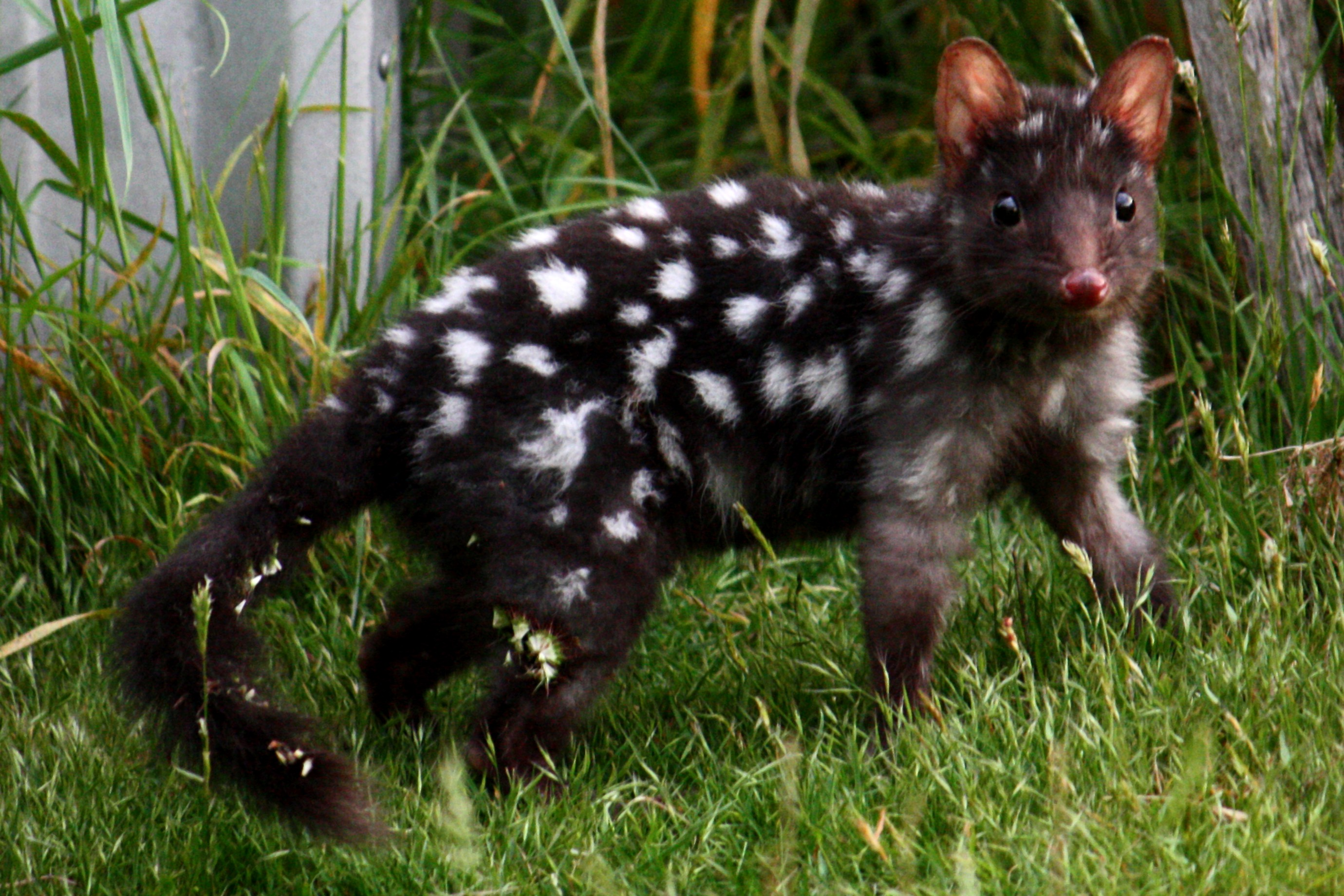
Zwart-wit individu

De gevlekte buidelmarter heeft een lichaamslengte van 28 tot 45 cm en een staartlengte van 17 tot 28 cm. Het gewicht varieert van 700 gram tot 2.0 kg. Vrouwelijke dieren zijn over het algemeen kleiner en lichter dan de mannelijke dieren. Net als de overige buidelmarters heeft deze soort een bruine vacht met kleine of grotere witte vlekken. De buikzijde is lichter van kleur.

## Leefwijze
De gevlekte buidelmarter is over het algemeen 's nachts actief en slaapt overdag in een hol dat kan bestaan uit een holte in bomen of rotsen. Dit buidelroofdier voedt zich voornamelijk met insecten en kleine gewervelde dieren als hagedissen, kleine vogels en knaagdieren. Daarnaast worden ook aas en vruchten gegeten.

## Verspreiding
Tegenwoordig leeft de gevlekte buidelmarter eigenlijk alleen nog in de bosgebieden en open habitats van Tasmanië. Slechts zeer zelden wordt deze soort nog op het vasteland van Australië gezien. Vroeger was de gevlekte buidelmarter ook te vinden in de staten New South Wales, Victoria en Zuid-Australië (zuidoosten).

## Dierentuinen
In Europa is de gevlekte buidelmarter in verschillende dierentuinen te zien. Alle Europese buidelmarters gaan terug op een import door Zoo Leipzig, die in 2011 drie mannelijke en drie vrouwelijke exemplaren ontving van Melbourne Zoo. Zoo Leipzig behaalde regelmatig fokresultaten en stond de geboren buidelmarters af aan andere Europese dierentuinen, zoals Zoo Frankfurt, Zoo Pilsen en Ménagerie du Jardin des Plantes. Tot 1992 hield ook Diergaarde Blijdorp de gevlekte buidelmarter. Verder wordt de soort door enkele Australische dierentuinen gehouden, zoals in Taronga Zoo.
Nieuw-Guinese gevlekte buidelmarter (Dasyurus albopunctatus) · Dasyurus dunmalli† · Zwartstaartbuidelmarter (Dasyurus geoffroii) · Dwergbuidelmarter (Dasyurus hallucatus) · Grote buidelmarter (Dasyurus maculatus) · Dasyurus spartacus · Gevlekte buidelmarter (Dasyurus viverrinus)